# Naruto: Shippuden (sezonul 7)
Naruto: Shippuden – Sezonul 7: Șase Cozi Dezlănțuit (2010)
Episoadele din sezonul șapte al seriei anime Naruto: Shippuden se bazează pe partea a doua a seriei manga Naruto de Masashi Kishimoto. Sezonul șapte din Naruto: Shippuden, serie de anime, este regizat de Hayato Date și produs de Studioul Pierrot și TV Tokyo și a început să fie difuzat pe data de 21 ianuarie 2010 la TV Tokyo și s-a încheiat la data de 11 martie 2010.
Episoadele din sezonul șapte al seriei anime Naruto: Shippuden fac referire la întâlnirea dintre Naruto Uzumaki și Utakata, gazda Bestiei Melc cu Șase Cozi.

## Lista episoadelor
| Nr. Ep. Original | Nr. Ep. Serie | Nr. Ep. Sezon | Titlu                        | Apariție          |
| ---------------- | ------------- | ------------- | ---------------------------- | ----------------- |
| 364              | 144           | 1             | Hoinarul                     | 21 ianuarie 2010  |
| 365              | 145           | 2             | Succesorul jutsului secret   | 28 ianuarie 2010  |
| 366              | 146           | 3             | Dorința succesorului         | 4 februarie 2010  |
| 367              | 147           | 4             | Trecutul unui ninja vagabond | 11 februarie 2010 |
| 368              | 148           | 5             | Moștenitoarea întunericului  | 18 februarie 2010 |
| 369              | 149           | 6             | Separare                     | 25 februarie 2010 |
| 370              | 150           | 7             | Activează jutsul interzis    | 4 martie 2010     |
| 371              | 151           | 8             | Maestru și elev              | 11 martie 2010    |